# Усово (Сладковський район)
У́сово (рос. Усово) — село у складі Сладковського району Тюменської області, Росія.
Населення — 699 осіб (2010, 845 у 2002).
Національний склад станом на 2002 рік:
- росіяни — 90 %